# عزوتي (مسلسل)
عزوتي، مسلسل كويتي، من إخراج مناف عبدال، وكتابة مريم القلاف. شارك في المسلسل عددًا من الفنانين، منهم: إلهام الفضالة، خالد أمين، فاطمة الصفي، فرح الصراف، فهد الصالح، فهد باسم.